# Número de gallardete

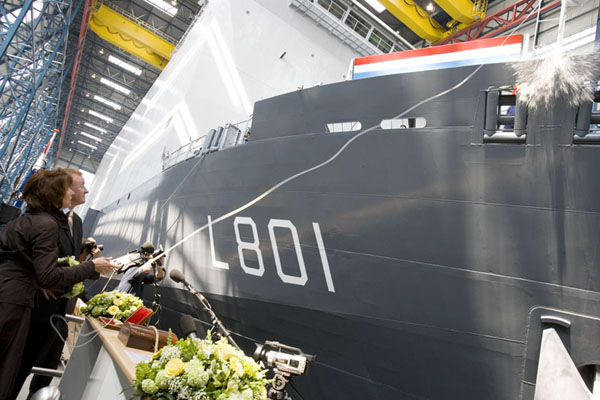
Bautizo del MARDET Johan de Witt (L801).

Este artículo es acerca las prácticas usadas para asignar los números de gallardete en las armadas europeas y la Real Armada Británica. Para ver el equivalente estadounidense véase Símbolo de clasificación de casco y para el equivalente canadiense véase Símbolo de clasificación de casco (Canadá).
En la Marina Real británica moderna, y en otras armadas de Europa y de la Commonwealth, los buques se identifican mediante números de gallardetes (en inglés: Pennant Numbers, algunas veces también referidos en inglés como pendant numbers). El nombre "número insignia" viene de que originalmente a los buques se les asignaba un gallardete (o bandera) que identificaba a la flotilla o al tipo particular del buque: por ejemplo, en la Armada Real, el gallardete triangular rojo era usado para las lanchas torpederas, la H del Código internacional de señales para los destructores de lanchas torpederas. Al agregar un número al distintivo identificativo, cada buque podía ser identificado en forma única. 
Actualmente la identificación se lleva a cabo mediante un sistema de banderas de señales de letras y números. Una letra, denominada bandera superior precede a un número, e indica el tipo de barco, mientras que el número, denominado bandera inferior, identifica a cada barco. No todos los números de gallardete tienen una bandera superior.

## Sistemas de la Armada Real
El sistema fue adoptado previo a la Segunda Guerra Mundial para distinguir entre buques con los mismos nombres o con nombres similares, para reducir el tamaño y mejorar la seguridad en las comunicaciones, y para asistir al reconocimiento cuando buques de las mismas clases se encontraban juntos. Tradicionalmente, un número de gallardete era reportado con un ".", en las comunicaciones, entre la bandera superior o la bandera inferior y el número, aunque está práctica se abandonó gradualmente, y las fotos del período entre las dos guerras aproximadamente después de 1920 tienden a no mostrar el "." pintado en el casco. El sistema fue usado por todas las armadas del Imperio Británico de tal forma que un buque podía ser transferido de una armada a otra sin cambiar su número de gallardete.
Los números de gallardete originalmente eran asignados por cada estación naval y cuando un buque cambiaba de estación le era asignado un nuevo número. El Almirantazgo se encargó de la situación y compiló una Lista de Gallardetes Navales en 1910, con los buques agrupados bajo la bandera distintiva de su tipo. Adicionalmente, los buques de la Segunda y Tercera flota (la reserva) tenían una segunda bandera superior indicando el depósito naval del cual ellos eran tripulados; C por Chatham, D por Devonport, N por Nore y P por Portsmouth. Inicialmente a los destructores se les asignó la bandera superior H, pero esto permitía solo cien combinaciones posibles desde H00 a H99 ya que las letras G y D ya estaban ocupadas. Cuando un buque se hundía, su número de gallardete era asignado a un nuevo buque.
La bandera superior para una clase de buque completa a menudo se cambiaba mientras los números seguían siendo los mismos. Por ejemplo, en 1940, la Armada Real cambio la letra I por la D (de esta forma D18 se convirtió en I18 e I18 se convirtió en D18) y en 1948, las letras K, L y U se convirtieron en la F, cuando existía un conflicto, se agregó un 2 al frente del número de gallardete.
Durante la década de 1970, el servicio dejó de pintar los números de gallardete en los submarinos basado en el hecho de que los submarinos nucleares pasaban muy poco tiempo en superficie, aunque a estos se les continuó asignando números.
Inicialmente al HMS Lancaster le fue asignado el número de gallardete F232, hasta que se dieron cuenta de que en la Armada Real, el formulario número 232 es el informe oficial para buques que han encallado; los marinos siendo supersticiosos lo cambiaron rápidamente a F229.

### Segunda Guerra Mundial

#### Sin bandera superior
El número de gallardete 13 nunca fue asignado.
- Buques capitales, Portaaviones, Cruceros.

#### Banderas superiores
A los números de gallardete 13 nunca les fueron asignados banderas superiores. Las letras J y K fueron usadas con combinaciones de tres números debido a la cantidad de buques en esas categorías.
- D — Destructores (hasta 1940), Buques capitales, Portaaviones, Cruceros (desde 1940)
- F — Destructores (hasta 1940), ** Grandes combatientes auxiliares (desde 1940)
- G — Destructores (desde 1940)
- H — Destructores
- I — Buques capitales, Portaaviones, Cruceros (hasta 1940), Destructores (desde 1940)
- J — Dragaminas
- K — Corbetas, Fragatas
- L — Destructores escolta, Sloops (hasta 1941)
- M — Minadores
- N — Barreminas (Dragaminas)
- P — Sloops (hasta 1939), Buques tienderredes (hasta 1940)
- R — Destructores (desde 1942), Sloops
- T — Cañoneras ribereñas, Buques tienderredes
- U — Sloops (desde 1941)
- W — Remolcadores y Naves de salvamento
- X — Buques de servicios especiales
- Z — Buques de puerta, anclaje y tienderredes
- 4 — Buques antiaéreos auxiliares
- FY — Pesqueros (Arrastreros, Traineros, etc. auxiliares)

El libro de HT Lenton y JJ Colledge titulado Buques de Guerra de la Segunda Guerra Mundial (en inglés: Warships of World War II) (publicado a principios de la década de 1960 en una u ocho partes) proporciona incluso mayor información sobre las clases de números de gallardete y lista el número de gallardete de cada buque cuando es conocido.

#### Banderas inferiores
Las banderas inferiores eran aplicadas a submarinos. Los submarinos de la Armada Real de la clase H y L, y algunos de los transferidos desde Estados Unidos, no les fueron asignados nombres, sólo números. En estos casos, el número de gallardete era simplemente el número de casco invertido (por ejemplo, al L24 le era asignado el gallardete 24L). Fotos anteriores a la guerra muestran los gallardetes pintados correctamente, con la bandera inferior, pero fotos del tiempo de la guerra muestran que los números tendían a estar pintados "al revés", en el que el inferior estaba pintado como si fuera un superior. Por razones obvias, el inferior U no fue usado para no confundir las naves amigas con los U-Boots alemanes. Por razones similares la V tampoco fue usada. Los números de gallardete 00—10, 13, y aquellos que finalizaban en cero no fueron asignados a banderas inferiores.
- C ("Costero") — clase U (construcción de preguerra)
- F ("Flota") — clase River
- H — clase H
- L — clase L
- M ("Minador") — clase Grampus
- P — clase O, clase P
  - 31P— clase U (construcción de tiempo de guerra), clase V
  - 211P a 299P — clase S (construcción de tiempo de guerra)
  - 311P a 399P— clase T
  - 411P a 499P— clase A
  - 511P a 599P— submarinos del convenio de préstamo y arriendo de la Armada de los Estados Unidos
  - 611P a 699P— ordenado para construcción en el extranjero
  - 711P a 799P— submarinos enemigos capturados
- R — clase R
- S — clase S (construcción de preguerra)
- T — clase T (construcción de preguerra)

### Después de 1948
Después de la Segunda Guerra Mundial, en 1948, la Armada Real racionalizó el sistema de números de gallardete a un sistema donde la bandera superior indicaba el tipo básico del buque como se muestra a continuación. Las letras F y A usan dos o tres dígitos, la L y P hasta cuatro. Nuevamente el gallardete 13 no es usado, como en el caso del Ocean (L12) que es seguido por el Albion (L14);
- A — Auxiliares (naves de la Real Flota Auxiliar, Real Servicio Marítimo Auxiliar y Servicio Auxiliar de la Armada Real, incluye a los buques depósitos, buques tiende redes, etc.)
- C — Cruceros
- D — Destructores
- F — Fragatas (los clasificados anteriormente como destructores de escolta, sloops y corbetas)
- H — Buques Hidrográficos
- K — Naves diversas (p.e.: el buque de operaciones de fondo marino HMS Challenger o el buque de apoyo de helicópteros HMS Lofoten)
- L — Buques de guerra anfibia
- M — Barreminas
- N — Minadores (actualmente ninguno en servicio, por lo tanto no es usado)
- P — Patrulleros/as
- R — Portaaviones
- S — Submarinos
- Y — Tren naval (pequeñas embarcaciones  para servicio en puertos y astilleros)

### Bandas de flotilla

#### 1925-1939
Desde 1925, a los líderes de flotilla les era asignado un número de gallardete pero no se les pintaba en el caso. En su lugar, se pintaba una banda de un ancho de 4 pies (1,2 m) alrededor de su chimenea delantera. Los líderes divisionales llevaban un número de gallardete y tenían una banda más delgada, de un ancho de 2 pies (0,6 m) en la chimenea delantera, pintada a 3 pies (0,9 m) de la parte superior. La Flota del Mediterráneo usaba bandas negras y la del Atlántico - posteriormente llamada Home Fleet usaba bandas blancas. Las flotillas usaban combinaciones de bandas en su chimenea trasera para ser identificadas. Desde 1925 se usaron las siguientes bandas:
- 1.ª Flotilla de Destructores — una banda negra
- 2.ª Flotilla de Destructores — dos bandas negras (una roja desde 1935)
- 3.ª Flotilla de Destructores — tres bandas negras
- 4.ª Flotilla de Destructores — sin bandas
- 5.ª Flotilla de Destructores — una banda blanca
- 6.ª Flotilla de Destructores — dos bandas blancas
- 8.ª Flotilla de Destructores (desde 1935) — una banda negra y otra blanca

#### 1939 -
Cuando destructores con sólo una chimenea entraron a la flota, la clase J en 1939 y con la expansión en la cantidad de flotillas, el sistema fue cambiado para adaptarse a esa nueva situación. Buques con sólo una chimenea usaban una banda de 3 pies (0,9 m) como un líder de flotilla. Cuando eran un líder divisional usaban una banda vertical de un ancho de 2 pies (0,6 m) del mismo color, extendiéndose 6 pies (1,8 m) hacia abajo, la banda superior de flotilla. Las bandas de líder era blancas para la Home Fleet, rojas para la Flota del Mediterráneo, y el sistema de flotillas fue cambiado a:
- 1.ª Flotilla de Destructores (Mediterráneo) — 1 roja, clase G
- 2.ª Flotilla de Destructores (Mediterráneo) — 2 rojas, clase H
- 3.ª Flotilla de Destructores (Mediterráneo) — 3 bandas rojas, luego ninguna, clase I
- 4.ª Flotilla de Destructores (Mediterráneo) — ninguna, clase Tribal
- 5.ª Flotilla de Destructores (Mediterráneo) — ninguna, clase K
- 6.ª Flotilla de Destructores (Home) — 1 blanca, clase Tribal
- 7.ª Flotilla de Destructores (Home) — 2 blancas, clase J
- 8.ª Flotilla de Destructores (Home) — 3 blancas, clase F
- 9.ª Flotilla de Destructores (Home) — 1 negra y 2 blancas, clases V y W
- 10.ª Flotilla de Destructores (Home) — ninguna, clase V y W
- 11.ª Flotilla de Destructores (Aproximaciones Occidentales) — 1 negra sobre 2 rojas, clases V y W
- 12.ª Flotilla de Destructores (Rosyth) — 1 blanca sobre 1 roja, clase E
- 13.ª Flotilla de Destructores (Gibraltar) — 1 blanca sobre 2 rojas, clases V y W
- 14.ª Flotilla de Destructores (Home) — 1 roja sobre 1 negra, clases V y W
- 15.ª Flotilla de Destructores (Rosyth) — 1 roja sobre 2 negras, clases V y W
- 16.ª Flotilla de Destructores (Portsmouth) — 1 roja sobre 1 blanca, clases V y W
- 17.ª Flotilla de Destructores (Aproximaciones Occidentales) (desde 1940) — 1 roja sobre 2 blancas, clase Town
- 18.ª Flotilla de Destructores (Canal) — 1 blanca y 1 negra, clase A
- 19.ª Flotilla de Destructores (Dover)— 1 blanca sobre 2 negras, clsae B
- 20.ª Flotilla de Destructores (Portsmouth) — 2 blancas sobre 1 negra, clase C
- 21.ª Flotilla de Destructores (China Station) — 2 blancas sobre 1 roja, clase D

A principio de la guerra las bandas cayeron pronto en desuso, los buques fueron camuflados, mientras que las bajas en combate, los requerimientos operacionales, y las nuevas construcciones rompieron la homogeneidad de las flotillas de destructores. Los buques eran desplegados como y cuando ellos fueron necesitados o estuvieran disponibles, y a menudo eran incorporados en grupos de escolta mezclados conteniendo una variedad de tipos de naves tales como balandras de guerra, corvetas, fragatas y Portaaviones de escolta. Unos pocos de tales grupos de escolta adoptaron bandas en las chimeneas, otros como el grupo B7 usaron letras en sus chimeneas.

#### Posguerra
Después de la Segunda Guerra Mundial, se acabaron las bandas de identificación, pero se usaron grandes números metálicos apernados a las chimeneas, pero los líderes de flotilla continuaron usando una gran banda en la parte superior de la chimenea.

### Códigos de cubierta
Los portaaviones y naves que operan aviación tienen un código de cubierta pintado en su cubierta de vuelo como una ayuda de identificación para el aparato aéreo que está intentando aterrizar. Se encuentra en una posición claramente visible desde la ruta de aproximación. La Armada Real británica usa una sola letra (normalmente la primera letra del nombre del buque) para los Portaaviones y grandes buques que operan aparatos aéreos, y pares de letras (usualmente letras del nombre del buque) para naves más pequeñas. La Armada de los Estados Unidos, con su flota de mayor tamaño, usa la parte numérica del clasificación de casco (un sistema análogo al número de gallardete). Los códigos de cubierta actualmente usados por los principales buques de guerra británicos son:
- RFA Argus — AS
- HMS Albion — AB
- HMS Bulwark — BK
- HMS Ocean — O
- HMS Invincible — N
- HMS Illustrious — L
- HMS Ark Royal — R
- HMS Intrepid — ID
- HMS Edinburgh — EB
- HMS York — YK
- HMS Manchester — MR

## Números de gallardete internacionales
Varias marinas europeas de la OTAN y de la Commonwealth acordaron introducir un sistema de números de gallardete basado en el usado en la Armada Real británica. El sistema garantiza que, entre aquellas armadas y las otras armadas que posteriormente se han unido, todos los números de gallardete son únicos. Como se mencionó anteriormente, Estados Unidos, no participa en el sistema de la OTAN; sus buques son identificados por un símbolo de clasificación de casco único.
Los países participantes, con su rango de números asignados, son:
- Alemania (D: 1xx; F: 2xx; M: 10xx, 26xx; P: 61xx; A: 5x, 51x, 14xx; L: 76x)
- Argentina (D: 1x, 2x; P: 3x, 4x; S: 2x, 3x; C: x; V: x)
- Australia (previamente incorporado en el sistema de la Armada Real británica hasta 1969; ahora usa un sistema basado en el estadounidense de símbolos de clasificación de casco)[3]
- Bélgica (9xx; M: 4xx)
- Dinamarca (N: 0xx; A/M/P: 5xx; F/S/Y: 3xx; L: 0xx)
- España (A: xx; F: 0x, 1x, 2x..; R: 01, 11; L: 0x, 1x..; P: 0x, 1x..; Y: xxx)
- Francia (R: 9x; C/D/S: 6xx; M/P/A: 6xx, 7xx; L: 9xxx)
- Grecia (D/P: 0x, 2xx; A/F: 4xx; L/S/M: 1xx)
- Italia (5xx; M/A: 5xxx; P: 4xx; L: 9xxx)
- Kenia
- Malasia
- Noruega (F/S/M: 3xx; P: 9xx; L: 45xx)
- Nueva Zelandia
- Países Bajos (8xx; Y: 8xxx)
- Polonia
- Portugal (F/M: 4xx; S: 1xx; P: 11xx0)
- Reino Unido (R: 0x; D: 0x & 1xx; F: 0x, 1xx, 2xx; S: 0x, 1xx; M: 0x, 1xx, 1xxx, 2xxx; P: 1xx, 2xx, 3xx; L: 0x, 1xx, 3xxx, 4xxx; A: cualquiera)
- Sri Lanka
- Sudáfrica
- Turquía (D/S: 3xx; F: 2xx; N: 1xx; A/M: 5xx; P: 1xx, 3xx, L: 4xx; Y: 1xxx)

El sistema de números de gallardete de la OTAN agregó la letra Y (por astillero, en inglés yard) para remolcadores, grúas flotantes, muelles y similares.

## Nota
- Esta obra contiene una traducción  derivada de «Pennant number» de Wikipedia en inglés, concretamente de esta versión, publicada por sus editores bajo la Licencia de documentación libre de GNU y la Licencia Creative Commons Atribución-CompartirIgual 4.0 Internacional.

- Datos: Q1474286
- Multimedia: Ships by pennant number / Q1474286